# Lijst van voetbalinterlands Cyprus - Noorwegen
Deze lijst van voetbalinterlands is een overzicht van alle officiële voetbalwedstrijden tussen de nationale teams van Cyprus en Noorwegen. De landen hebben tot op heden dertien keer tegen elkaar gespeeld. De eerste ontmoeting was een kwalificatiewedstrijd voor het Wereldkampioenschap voetbal 1990 in Limasol op 2 november 1988. Het laatste duel, een kwalificatiewedstrijd voor het Europees kampioenschap voetbal 2024, vond plaats op 12 oktober 2023 in Larnaca.

## Wedstrijden
| №  | Plaats  | Datum            | Competitie                  | Wedstrijd          | Uitslag |
| -- | ------- | ---------------- | --------------------------- | ------------------ | ------- |
| 1  | Limasol | 2 november 1988  | WK 1990 kwalificatie        | Cyprus − Noorwegen | 0 − 3   |
| 2  | Oslo    | 21 mei 1989      | WK 1990 kwalificatie        | Noorwegen − Cyprus | 3 − 1   |
| 3  | Nicosia | 14 november 1990 | EK 1992 kwalificatie        | Cyprus − Noorwegen | 0 − 3   |
| 4  | Oslo    | 1 mei 1991       | EK 1992 kwalificatie        | Noorwegen − Cyprus | 3 − 0   |
| 5  | Nicosia | 8 februari 1995  | Vriendschappelijk           | Cyprus − Noorwegen | 0 − 2   |
| 6  | Larnaca | 8 oktober 2010   | EK 2012 kwalificatie        | Cyprus − Noorwegen | 1 − 2   |
| 7  | Oslo    | 11 oktober 2011  | EK 2012 kwalificatie        | Noorwegen − Cyprus | 3 − 1   |
| 8  | Larnaca | 16 oktober 2012  | WK 2014 kwalificatie        | Cyprus − Noorwegen | 1 − 3   |
| 9  | Oslo    | 6 september 2013 | WK 2014 kwalificatie        | Noorwegen − Cyprus | 2 − 0   |
| 10 | Oslo    | 6 september 2018 | UEFA Nations League 2018/19 | Noorwegen − Cyprus | 2 − 0   |
| 11 | Nicosia | 19 november 2018 | UEFA Nations League 2018/19 | Cyprus − Noorwegen | 0 – 2   |
| 12 | Oslo    | 20 juni 2023     | EK 2024 kwalificatie        | Noorwegen − Cyprus | 3 − 1   |
| 13 | Larnaca | 12 oktober 2023  | EK 2024 kwalificatie        | Cyprus − Noorwegen | 0 − 4   |

## Samenvatting
| Competitie          | Totaal gespeeld | Winst Cyprus | Gelijk | Winst Noorwegen | Doelsaldo Cyprus – Noorwegen |
| ------------------- | --------------- | ------------ | ------ | --------------- | ---------------------------- |
| WK-kwalificatie     | 4               | 0            | 0      | 4               | 2 − 11                       |
| EK-kwalificatie     | 6               | 0            | 0      | 6               | 3 − 18                       |
| UEFA Nations League | 2               | 0            | 0      | 2               | 0 − 4                        |
| Vriendschappelijk   | 1               | 0            | 0      | 1               | 0 − 2                        |
| Totaal              | 13              | 0            | 0      | 13              | 5 − 35                       |

Wedstrijden bepaald door strafschoppen worden, in lijn met de FIFA, als een gelijkspel gerekend.

## Details

### Derde ontmoeting
| EK 1992 kwalificatie (Nicosia, Cyprus, 14 november 1990): |              | |
| Cyprus | 0 – 3        | Noorwegen |
| | goals        | 38' Gøran Sørloth 49' Lars Bohinen 62' Sverre Brandhaug |
| Panikos Iakovou | bondscoach   | Egil Olsen |
| Andreas Charitou Yiannakis Kalotheou 50' Costas Miamiliotis Spyros Kastanas Avraam Socratous Yiannakis Yiangoudakis George Christodoulou Pavlos Savva Angelos Tsolakis 75' Floros Nicolaou Panikos Xiourouppas | opstellingen | Erik Thorstvedt Pål Lydersen Tore Pedersen Rune Bratseth 66' Karl Petter Løken Gunnar Halle Sverre Brandhaug Øyvind Leonhardsen Lars Bohinen Gøran Sørloth 79' Tore André Dahlum |
| Andreas Kantilos 50' George Constantinou 75' | wissels      | 66' Erik Pedersen 79' Jan Åge Fjørtoft |
| Giannos Kalotheou 23' | gele kaarten | |

KOP · A-internationals · Bondscoaches · Statistieken · Cypriotisch vrouwenelftal · Cyprus U21 · Cyprus U20 · Cyprus U19 · Cyprus U18 · Cyprus U17 · Cyprus U16
1960 – 1969 · 
1970 – 1979 · 
1980 – 1989 · 
1990 – 1999 · 
2000 – 2009 · 
2010 – 2019 ·
2020 − 2029
1960 · 
1961 · 
1962 · 
1963 · 
1964 · 
1965 · 
1966 · 
1967 · 
1968 · 
1969 · 
1970 · 
1971 · 
1972 · 
1973 · 
1974 · 
1975 · 
1976 · 
1977 · 
1978 · 
1979 · 
1980 · 
1981 · 
1982 · 
1983 · 
1984 · 
1985 · 
1986 · 
1987 · 
1988 · 
1989 · 
1990 · 
1991 · 
1992 · 
1993 · 
1994 · 
1995 · 
1996 · 
1997 · 
1998 · 
1999 · 
2000 · 
2001 · 
2002 · 
2003 · 
2004 · 
2005 · 
2006 · 
2007 · 
2008 · 
2009 · 
2010 · 
2011 · 
2012 · 
2013 ·
2014 ·
2015 ·
2016 ·
2017 ·
2018 ·
2019 ·
2020 ·
2021 ·
2022
Albanië ·
Andorra ·
Armenië ·
Azerbeidzjan ·
België ·
Bosnië en Herzegovina ·
Bulgarije ·
Canada ·
Denemarken ·
Duitsland ·
Engeland ·
Estland ·
Faeröer ·
Finland ·
Frankrijk ·
Georgië ·
Gibraltar · 
Griekenland ·
Hongarije ·
Ierland ·
IJsland ·
Irak ·
Iran ·
Israël ·
Italië ·
Japan ·
Joegoslavië ·
Jordanië ·
Kazachstan ·
Koeweit ·
Kosovo ·
Kroatië ·
Letland ·
Libanon ·
Litouwen ·
Luxemburg ·
Malta ·
Moldavië ·
Montenegro ·
Nederland ·
Noord-Ierland ·
Noord-Macedonië ·
Noorwegen ·
Oekraïne ·
Oostenrijk ·
Polen ·
Portugal ·
Roemenië ·
Rusland ·
San Marino ·
Saoedi-Arabië ·
Schotland ·
Servië ·
Slovenië ·
Slowakije ·
Sovjet-Unie ·
Spanje ·
Syrië ·
Tsjechië ·
Tsjecho-Slowakije ·
Wales ·
Wit-Rusland ·
Zweden ·
Zwitserland
NFF · A-internationals · Selecties · Bondscoaches · Noors vrouwenelftal · Olympisch elftal · Noorwegen U21 · Noorwegen U20 · Noorwegen U19 · Noorwegen U18 · Noorwegen U17 · Noorwegen U16 · Vrouwen U17
1908 – 1919 ·
1920 – 1929 ·
1930 – 1939 ·
1940 – 1949 ·
1950 – 1959 ·
1960 – 1969 ·
1970 – 1979 ·
1980 – 1989 ·
1990 – 1999 ·
2000 – 2009 ·
2010 – 2019 ·
2020 − 2029
EK 2000
WK 1938 ·
WK 1994 ·
WK 1998
OS 1912 · 
OS 1920 · 
OS 1936 · 
OS 1952 · 
OS 1984
1908 ·
1909 ·
1910 ·
1911 ·
1912 · 
1913 · 
1914 · 
1915 · 
1916 · 
1917 · 
1918 · 
1919 · 
1920 · 
1921 · 
1922 · 
1923 · 
1924 · 
1925 · 
1926 · 
1927 · 
1928 · 
1929 · 
1930 · 
1931 · 
1932 · 
1933 · 
1934 · 
1935 · 
1936 · 
1937 · 
1938 · 
1939 · 
1940 – 1944 · 
1945 · 
1946 · 
1947 · 
1948 · 
1949 · 
1950 · 
1952 · 
1952 · 
1953 · 
1954 · 
1955 · 
1956 · 
1957 · 
1958 · 
1959 · 
1960 · 
1961 · 
1962 · 
1963 · 
1964 · 
1965 · 
1966 · 
1967 · 
1968 · 
1969 · 
1970 · 
1971 · 
1972 · 
1973 · 
1974 · 
1975 · 
1976 · 
1977 · 
1978 · 
1979 · 
1980 · 
1981 · 
1982 · 
1983 · 
1984 · 
1985 · 
1986 · 
1987 · 
1988 · 
1989 · 
1990 ·
1991 · 
1992 · 
1993 · 
1994 · 
1995 · 
1996 · 
1997 · 
1998 · 
1999 · 
2000 · 
2001 · 
2002 · 
2003 · 
2004 · 
2005 · 
2006 · 
2007 · 
2008 · 
2009 · 
2010 · 
2011 · 
2012 · 
2013 · 
2014 · 
2015 · 
2016 · 
2017 · 
2018 ·
2019 ·
2020 ·
2021 ·
2022 ·
2023 ·
2024
Albanië ·
Argentinië ·
Armenië ·
Australië ·
Azerbeidzjan ·
Bahrein ·
België ·
Bermuda ·
Bosnië en Herzegovina ·
Brazilië ·
Bulgarije ·
China ·
Colombia ·
Costa Rica ·
Cyprus ·
Denemarken ·
DDR ·
Duitsland ·
Egypte ·
Engeland ·
Estland ·
Faeröer ·
Finland ·
Frankrijk ·
Georgië ·
Ghana ·
Gibraltar ·
Grenada ·
Griekenland ·
Guatemala ·
Honduras ·
Hongarije ·
Hongkong ·
Ierland ·
IJsland ·
Israël ·
Italië ·
Jamaica ·
Japan ·
Joegoslavië ·
Jordanië ·
Kameroen ·
Kazachstan ·
Koeweit ·
Kosovo ·
Kroatië ·
Letland ·
Litouwen ·
Luxemburg ·
Malta ·
Marokko ·
Mexico ·
Moldavië ·
Montenegro ·
Nederland ·
Nieuw-Zeeland ·
Nigeria ·
Noord-Ierland ·
Noord-Korea ·
Noord-Macedonië ·
Oekraïne ·
Oman ·
Oostenrijk ·
Panama ·
Paraguay ·
Polen ·
Portugal ·
Qatar ·
Roemenië ·
Rusland ·
Saarland ·
San Marino ·
Saoedi-Arabië ·
Schotland ·
Senegal ·
Servië ·
Servië en Montenegro ·
Singapore ·
Slovenië ·
Slowakije ·
Sovjet-Unie ·
Spanje ·
Thailand ·
Trinidad en Tobago ·
Tsjechië ·
Tsjecho-Slowakije ·
Tunesië ·
Turkije ·
Uruguay ·
Verenigde Arabische Emiraten ·
Verenigde Staten ·
Verenigd Koninkrijk ·
Wales ·
Wit-Rusland ·
Zuid-Afrika ·
Zuid-Korea ·
Zweden ·
Zwitserland